# 莫芝宜佳
莫芝宜佳（或称莫宜佳；1942年—），毕业于海德堡大学，德国著名汉学家，原波恩大学东方语言学院中文系教授和埃朗根-纽伦堡大学汉学系主任。

## 生平
1942年，莫芝宜佳出生于德国。1971年，莫芝宜佳取得海德堡大学汉学博士学位。
1973年至2004年，莫芝宜佳担任波恩大学东方语言学院中文系，先后任职讲师、教授，1995年至2004年兼任系主任。1998年至2000年，莫芝宜佳担任埃朗根-纽伦堡大学汉学系主任。
1999年夏天，莫芝宜佳应杨绛之邀来北京给钱锺书的外文笔记整理和编目，一直到2014年，莫芝宜佳和她丈夫莫律祺来清华大学整理钱锺书的外文笔记与手稿，在信中，杨绛引用了英国小说家查尔斯·狄更斯《匹克威克外传》中胖孩子的语气写道：“我要让你垂涎欲滴（make your mouth water）；然后，我要抢走你脑力劳动的成果。它们都是（golden lines）。”

## 作品
莫芝宜佳长期钻研中国古典及现代汉语文学、中西比较文学的研究及教学工作。

### 学术著作
- 《庞德与中国》
- . 河北省石家庄市: 河北教育出版社. 1998. ISBN 9787543430914.
- 《中国中短篇叙事文学史——从古代到近代》

### 译著
- 《围城》
- 《我们仨》

## 奖项
- 德国“Jane Scatcherd翻译奖”
- 2012年中华图书特殊贡献奖[6]